# Atramentowe serce
Atramentowe serce (tyt. oryg. niem Tintenherz) – pierwsza część młodzieżowej trylogii fantastycznej o Atramentowym świecie autorstwa niemieckiej pisarki Cornelii Funke. Opowiada ona o 12-letniej dziewczynie Meggie Folchart, jej ojcu Mo i ich niezwykłych przygodach spowodowanych unikalnym darem, który posiada ojciec Meggie i ona sama – zdolności do przywoływania fikcyjnych postaci z książek, gdy czytają o nich na głos. 

## Adaptacja
Premiera filmu, opartego na książce, o tym samym tytule miała miejsce 29 grudnia 2008 (na świecie) i 3 kwietnia 2009 w Polsce.

## Bohaterowie

### Bohaterowie główni
- Meggie Folchart
- Mortimer "Mo" Folchart
- Elinor Loredan
- Smolipaluch
- Basta
- Fenoglio
- Capricorn

### Bohaterowie drugoplanowi
- Farid
- Płaski Nos
- Cockerell
- Dariusz Stańczyk
- Mortola (Sroka)
- Resa (Teresa)